# خدمة تعليم وتوجيه الفتيات
خدمة تعليم وتوجيه الفتيات هي منظمة غير هادفة للربح، توفر خدمات للفتيات اللاتي تم استغلالهن تجارياً والفتيات المتجر بهن محليًا والنساء الشابات عن طريق القوادين والمهربين. إن مقر هذه المنظمة في هارليم بنيويورك، والتي تعد من أكثر الأماكن المعروفة لتجارة وإستغلال الأطفال. فعمل هذه المنظمة هو موضوع الفيلم الوثائقي لعام 2007 بعنوان الفتيات الصغيرات. في عام 2007، كتبت مؤسسة المنظمة راشيل لويد سيرتها الذاتية، بعنوان فتيات مثلنا، والتي تمثل نبذة عن شخصيتها ومجهوداتها لتأسيس منظمة خدمة تعليم وتوجيه البنات.

## الخلفية التنظيمية
قامت راشيل لويد بتأسيس منظمة خدمة تعليم وتوجيه الفتيات في 1998، وتستمر في العمل بها كمدير تنفيذي للمنظمة. أنقذت المنظمة مئات الفتيات الصغار من التجارة الجنسية وأعادتهم إلي طاقتهم الكاملة. لقد شاركت المنظمة أيضا في الضغط لإصدار قانون الملاذ الآمن الخاص بالشباب المستغلين جنسيًا، والذي ينص علي معاملة الفتيات تحت 16 سنة اللاتي يتم القبض عليهم في نيويورك للدعارة سيتم معاملتهم كضحايا أكثر من كونهم مجرمين. تم توقيع القانون في سبتمبر 2008.

## الروابط الخارجية
- الموقع الرسمي